# 扎西次登
扎西次登（1945年—），男，藏族，四川理塘人，中国摄影家，中国摄影家协会原副主席、顾问。